# Алфа Ромео 20-30 КС
Алфа Ромео 20 – 30 КС е първия амтомобил, който носи името Алфа Ромео, след закупуването на марката от Никола Ромео.

## История
На скъсена база на АЛФА 24КС и е почти идентична. Разликата е в по-мощния двигател и двете версии на автомобила – седан и торпедо.

## Алфа Ромео 20 – 30 КС ЕС
Алфа Ромео 20 – 30 КС един от първите спорти автомобили, управлявани от Енцо Ферари и Антонио Аскари.

## Производство
Автомобилът е произвеждан от 1910 до 1915 във фабриката на компанията в Милано. Произведени са 124 бройки.